# Gustavo Endres
Gustavo Endres (ur. 23 sierpnia 1975 roku w Passo Fundo) – brazylijski siatkarz, występujący na pozycji środkowego bloku. Obecnie występuje w brazylijskiej superlidze, w drużynie Pinheiros San Paolo. Wraz z reprezentacją Brazylii zdobył siedmiokrotnie Ligę Światową, jest złotym medalistą igrzysk olimpijskich 2004 roku, a także dwukrotnie 
wygrywał Mistrzostwo Świata w 2002 i 2006 roku. 
W 2008 roku w Pekinie zdobył srebrny medal olimpijski.
Uznawany za najlepszego blokującego na świecie. Jest żonaty z Rachel Endres. Mają dwóch synów: Enzo i Erica. Jego bratem jest inny siatkarz reprezentacji Brazylii - Murilo Endres.

## Kluby
| Klub                          | Kraj     | od        | do        |
| Banespa São Bernardo do Campo | Brazylia | 1996–1997 | 2000–2001 |
| Ferrare                       | Włochy   | 2001–2002 | 2002–2003 |
| Maggiora Latina               | Włochy   | 2003–2004 | 2003–2004 |
| Sisley Treviso                | Włochy   | 2004–2005 | 2008–2009 |
| Pinheiros San Paolo           | Brazylia | 2009–2010 |           |

## Sukcesy reprezentacyjne
- 1997, 2003, 2007 - Puchar Świata
- 1998, 1999 - Coppa America
- 1993, 2001, 2003, 2004, 2005, 2006, 2007 - Liga Światowa
- 2002, 2006 - Mistrzostwa Świata
- 2004 - Mistrzostwo Olimpijskie
- 2008 - Wicemistrzostwo Olimpijskie

## Sukcesy klubowe
- 2004, 2005, 2007 - Superpuchar Włoch
- 2005, 2007 - Mistrzostwo Włoch
- 2005, 2007 - Puchar Włoch
- 2006 - Liga Mistrzów

## Nagrody indywidualne
- 1998 - Najlepiej blokujący zawodnik Mistrzostw Świata
- 2001 - Najlepiej blokujący zawodnik Ligi Światowej
- 2007 - Najlepiej blokujący zawodnik Ligi Światowej
- 2008 - Najlepiej blokujący zawodnik Igrzysk Olimpijskich w Pekinie
- 2008/2009 - Najlepiej atakujący zawodnik sezonu w Serie A (58,74%)